# Мечеть аль-Махмудия

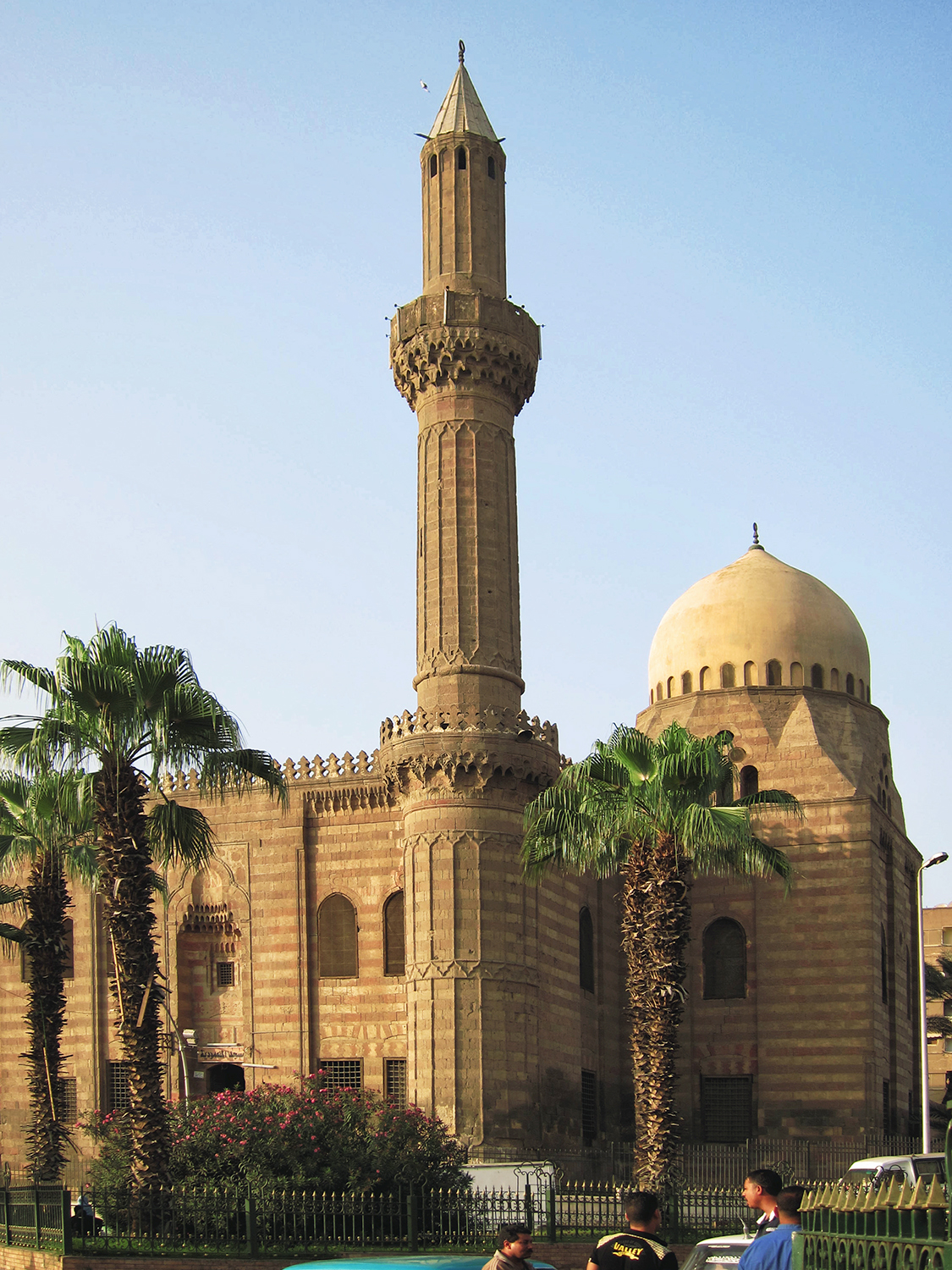
Мечеть аль-Махмудия

Мечеть аль-Махмудия (араб. مسجد المحمودية‎) или мечеть Махмуд-паши — историческая мечеть в городе Каир, столице Египта. Она расположена на площади Салахуддина в районе Каирской цитадели напротив её ворот Баб-аль-Азаба. К востоку от неё находятся мечети султана Хасана и ар-Рифаи.

## Описание
Мечеть была основана в 1567 году, в османскую эпоху, во время наместничества в Египте Махмуда-паши, который похоронен в мечети. Название мечети происходит от его же имени. Мечеть соединяется с мавзолеем Махмуда-паши через дверь в стене михраба. Махмуд-паша был застрелен возле мечети после того, как его обвинили в притеснении египетского народа.
Конструкция мечети уникальна своим архитектурным стилем, который следует мамлюкской традиции для главного здания и частично основывается на османской архитектуре, к которой можно отнести, к примеру, её минарет. Минарет украшен кольцом с мукарнами и конусообразным обелиском на вершине. Отмечается, что аль-Махмудия меньше, чем другие мечети в том же районе, и это отчасти связано с тем, что здание было построено на вершине груды камней, и для попадания в неё требуется подняться по лестнице. Мечеть имеет четыре стороны, и две из них имеют входные ворота. Ворота украшены двумя рядами окон, заполненных штукатуркой и бордовыми стёклами, с мукарнами поверх них, обращёнными к балконам.

## Состояние
Мечеть аль-Махмудия была реконструирована при правлении короля Египта Фарука I в 1940 году. В ходе неё были укреплены своды и потолок.
В 2015 году египетское Министерство по делам древностей сообщило, что минарет мечети находится под угрозой обрушения в любой момент, если не будут приняты адекватные меры. На снимке, опубликованном газетой Youm 7, были видны трещины на стене позади минарета.